# Felix Morisseau-Leroy
Felix Morisseau-Leroy (in creolo haitiano Feliks Moriso-Lewa; Grand-Gosier, 13 marzo 1912 – Miami, 5 settembre 1998) è stato uno scrittore haitiano.
È stato il primo autore ad utilizzare significativamente il creolo haitiano in maniera pressoché esclusiva nelle proprie opere.
Nato a Grand-Gosier, studiò prima a Jacmel, poi a Port-au-Prince, per laurearsi alla Columbia University di New York in letteratura. Le sue opere furono considerate sovversive da "Papa Doc" Duvalier, suo ex compagno di scuola, che nel 1959 lo esiliò. Dapprima Moriso (com'è più conosciuto) si stabilì in Francia, coi leader del movimento della Negritudine, per trasferirsi poi in Africa. Dapprima in Ghana, dove insegnò per sette anni, poi in Senegal. Nel 1979 si trasferì a Miami, in Florida, dove è morto nel 1998. La città gli ha dedicato una via nel quartiere di Little Haiti.
È stato il padre del movimento noto come Rinascimento creolo, che ha portato al riconoscimento del creolo haitiano come lingua ufficiale del paese.